# A Watermelon Feast
Pour plus de détails, voir Fiche technique et Distribution.
A Watermelon Feast (trad. litt. : « Un festin de pastèque ») est un film américain muet en noir et blanc réalisé par William K.L. Dickson, sorti en 1896.

## Présentation
A Watermelon Feast est un film court produit par la société American Mutoscope en 1896 après le succès du film The Watermelon Contest de l'Edison Compagny, qui dure 17 secondes et montre deux afro-américains mangeant goulûment de la pastèque,. L'American Mutoscope reprend l'idée et tourne sa propre version la même année au 841 Broadway, Manhattan, New York City.
La société American Mutoscope était très active à cette époque et ses films mettant en scène des afro-américains étaient pleins de stéréotypes racistes, « présentant visuellement la supériorité des blancs ». Dans ce film, le thème repris est « le rapprochement péjoratif des noirs et de la pastèque », présent dans la culture américaine de la fin du 19e siècle jusque dans les années 1900.
D'autres petits films sur ce thème continueront de sortir au début des années 1900 : une version longue (plus d'une minute) de The Watermelon Contest sort en 1900, Eating watermelon for a prize et Who said Watermelon? en 1903 et The Watermelon Patch en 1905,. Une grande partie de ces films sont aujourd'hui perdus.

## Fiche technique
- Titre original : A Watermelon Feast
- Titre(s) anglais alternatif(s) : Oh, That Watermelon!
- Réalisation : William K.L. Dickson
- Photographie : G.W. Bitzer
- Société(s) de production : American Mutoscope Company
- Société(s) de distribution : American Mutoscope Company
- Pays d’origine :  États-Unis
- Langue originale : muet
- Format : noir et blanc — 68 mm — 1.36,1
- Genre : comédie
- Longueur : 47 mètres
- Durée : 17 secondes
- Dates de sortie :
  - États-Unis : 12 septembre 1896